# Świtycze
Świtycze (biał. Свіцічы, Swiciczy; ros. Свитичи, Switiczi) – wieś na Białorusi, w obwodzie brzeskim, w rejonie kamienieckim, w sielsowiecie Ogrodniki.

## Historia
W XIX i w początkach XX w. wieś i majątek ziemski położone w Rosji, w guberni grodzieńskiej, w powiecie brzeskim, w gminie Wysokie Litewskie. Znajdowała się tu kaplica katolicka parafii w Wysokiem Litewskim, w 1890 już nieistniejąca.
W dwudziestoleciu międzywojennym wieś i kolonia leżące w Polsce, w województwie poleskim, w powiecie brzeskim, w gminie Wysokie Litewskie. W 1921 wieś liczyła 93 mieszkańców, zamieszkałych w 21 budynkach, w tym 91 Białorusinów i 2 Polaków. 91 mieszkańców było wyznania prawosławnego i 2 rzymskokatolickiego. Kolonia liczyła zaś 135 mieszkańców, zamieszkałych w 25 budynkach, wyłącznie Polaków wyznania rzymskokatolickiego.
Po II wojnie światowej w granicach Związku Sowieckiego. Od 1991 w niepodległej Białorusi.